# أليسون فورسيث
أليسون فورسيث هي متزحلقة كندية، ولدت في 14 أكتوبر 1978 في نانيامو إي في كندا.

## وصلات خارجية
- أليسون فورسيث على موقع الاتحاد الدولي للتزلج (التزلج على المنحدرات الثلجية) (الإنجليزية)
- أليسون فورسيث على موقع أوليمبيديا (الإنجليزية)
- أليسون فورسيث على موقع اللجنة الأولمبية الكندية (الإنجليزية)